# Gasela
Una gasela és un tipus de bòvid del gènere Gazella. Viuen actualment a les praderies més aviat seques d'Àfrica i del sud-oest d'Àsia. Són animals remugants de dimensions mitjanes o petites. La més alta fins a la creu és la gasela dama (90 cm). El cos és esvelt i cobert d'un pelatge curt i amb les potes primes. Els ulls són relativament grossos. Els dos sexes tenen banyes (excepte en la gasela persa) però les del mascle són més grosses i anellades. Acostumen a tenir costums nocturns. Totes les espècies existents estan amenaçades d'extinció en major o menor grau, especialment des que es cacen a bord de vehicles.

## Espècies
| Gènere  | Nom comú i binomial                | Imatge | Distribució |
| ------- | ---------------------------------- | ------ | --- |
| Gazella | Gasela de l'illa Farsan G. arabica |        | Península Aràbiga |
| Gazella | Gasela de l'Atles G. cuvieri       |        | Algèria, Marroc i Tunísia                                                                                                  |
| Gazella | Gasela comuna G. dorcas            |        | Àfrica septentrional i sahariana, península del Sinaí i sud d'Israel                                                       |
| Gazella | Gasela persa G. subgutturosa       |        | Azerbaidjan, est de Geòrgia, part de l'Iran, part de l'Iraq i del sud-oest del Pakistan, l'Afganistan i el desert del Gobi |
| Gazella | Gasela de Mary Kane G. marica      |        | Desert sirià, sud-est de Turquia i desert d'Aràbia                                                                         |
| Gazella | Gasela de Bennett G. bennettii     |        | Iran, Pakistan i l'Índia                                                                                                   |
| Gazella | Gasela d'Aràbia G. gazella         |        | Israel, els Alts del Golan, Dubai i Turquia                                                                                |
| Gazella | Gasela de Loder G. leptoceros      |        | Algèria, Txad, Egipte, Líbia i Sudan                                                                                       |
| Gazella | Gasela de Speke G. spekei          |        | Banya d'Àfrica |
| Gazella | Gasela de Neumann G. erlangeri     |        | Península Aràbiga |